# Gia Mantegna
Gia Cristine Mantegna, talvolta accreditata come Gina Mantegna (New York City, 17 aprile 1990), è un'attrice statunitense, di origini italiane, figlia dell'attore Joe Mantegna.
Ha interpretato, fra gli altri, il film Mi sono perso il Natale e il personaggio di Lindsey Vaughn nella terza (2008) e nella dodicesima stagione (2017) di Criminal Minds, recitando a fianco del padre. Il 16 gennaio 2011 è intervenuta alla cerimonia di consegna dei Golden Globe come Miss Golden Globe.

## Biografia
Cresciuta a Los Angeles, California (la madre Arlene Vrhel ha gestito nel 2003 un ristorante "Taste Chicago" a Burbank chiuso nel marzo 2019) ha studiato da giovane da ginnasta e ballerina. Ha frequentato la high school alla Campbell Hall di North Hollywood, California. Appassionata musicista, canta e suona fra l'altro il pianoforte e il sassofono. È stata fidanzata con il cantante e attore Mitchel Musso.
Ha debuttato come attrice cinematografica a tredici anni, nel 2003 nel film Uncle Nino, in cui ha recitato a fianco di Anne Archer, di Trevor Morgan e del padre Joe. Successivamente è apparsa in 30 anni in 1 secondo. Nel 2006, Mantegna ha poi interpretato la figura di Grace Conrad nella produzione Warner Brothers Mi sono perso il Natale.
È stata quindi nel cast dello show Murder Book prodotto dalla Fox, recitando anche in The Neighbor, a fianco di Matthew Modine, Michele Laroque ed Ed Quinn. Nel 2007 è stata ne Il bacio che aspettavo e l'anno successivo è apparsa a fianco del padre in un episodio di Criminal Minds e nel serial televisivo La vita segreta di una teenager americana.
Nel 2010, ha recitato in Getting That Girl apparendo anche nella serie televisiva Gigantic.
Nel 2017, ha ripreso il suo ruolo in Criminal Minds.

## Filmografia

### Cinema
- Uncle Nino, regia di Robert Shallcross (2003)
- 30 anni in 1 secondo (13 Going on 30), regia di Gary Winick (2004)
- Mi sono perso il Natale (Unaccompanied Minors), regia di Paul Feig (2006)
- Il bacio che aspettavo (In the Land of Women), regia di Jon Kasdan (2007)
- Un amore da vicino (The Neighbor), regia di Eddie O'Flaherty (2007)
- And Soon the Darkness, regia di Marcos Efron (2010)
- Emergo, regia di Carles Torrens (2011)
- Getting That Girl, regia di Nathanael Coffman (2011)
- Il cacciatore di donne (The Frozen Ground), regia di Scott Walker (2013)
- Empire State, regia di Dito Montiel (2013)
- Jake Squared, regia di Howard Goldberg (2013)
- California Scheming, regia di Marco Weber (2014)
- Chiedimi tutto (Ask Me Anything), regia di Allison Burnett (2014)
- Squatters, regia di Martin Weisz (2014)
- The Prince - Tempo di uccidere (The Prince), regia di Brian A. Miller (2014)
- All for Nikki, regia di Brandon Willer (2020)

### Televisione
- Murder Book, regia di Antoine Fuqua – film TV (2005)
- All I Want for Christmas, regia di Harvey Frost – film TV (2007)
- La vita segreta di una teenager americana (The Secret Life of the American Teenager) – serie TV, episodi 1x05-2x04-2x07 (2008-2009)
- Medium – serie TV, episodio 6x02 (2009)
- Gigantic – serie TV, 18 episodi (2010-2011)
- Perception – serie TV, episodio 2x08 (2013)
- Under the Dome – serie TV, 6 episodi (2015)
- Cheerleader Death Squad, regia di Mark Waters – film TV (2015)
- The Middle – serie TV, 10 episodi (2014-2017)
- Criminal Minds – serie TV, 4 episodi (2008-2017)
- Life After First Failure – serie TV, 6 episodi (2017)
- Magnum P.I. – serie TV, episodio 1x17 (2019)
- The Dead Girls Detective Agency – serie TV, 35 episodi (2018-2019)

## Doppiatrici italiane
Nelle versioni in italiano delle opere in cui ha recitato, Gia Mantegna è stata doppiata da:
- Valentina Perrella in Chiedimi tutto, The Prince - Tempo di uccidere
- Veronica Puccio in Criminal Minds (ep. 3x12)
- Roisin Nicosia in Criminal Minds (ep. 12x20-22)
- Erica Necci ne Il cacciatore di donne
- Gaia Bolognesi in The Middle
- Letizia Ciampa in Mi sono perso il Natale